# Pierre-Louis Lions
Pierre-Louis Lions (n. 11 august 1956, Grasse, Alpes-Maritimes, Franța) este un matematician francez specializat în ecuații cu derivate parțiale, laureat cu Medalia Fields în anul 1994.

## Biografie
S-a născut în 1956 în Grasse, un oraș pe Coasta de Azur. Tatăl său, Jacques-Louis Lions, era un matematician cunoscut. În anul 1975 a fost admis la Școala Normală Superioară din Paris, în aceeași promoție ca Jean-Christophe Yoccoz. În anul 1979 și-a susținut teza de doctorat în teoria probabilităților sub conducerea lui Haim Brézis, apoi a devenit cercător la Centrul Național Francez de Cercetări Științifice. Din 1981 până în 2003 a fost profesor universitar la Universitatea Paris-Dauphine. În momentul respectiv a condus, printre altele, teza de doctorat lui Cédric Villani.
Din 1992 este și profesor de matematică aplicată la École polytechnique. În 2002 i-a fost atribuită catedra „Ecuații cu derivate parțiale și aplicații” la Collège de France. Este cunoscut de studenții sub porecla „PLL”.

## Lucrări
A lucrat despre întregul domeniu ecuațiilor neliniare cu derivate parțiale (EDP neliniare). Cu Michael G. Crandall a introdus conceptul de „solutie de viscozitate” a EDP neliniare. A lucrat și despre ecuații cinetice, în special ecuația lui Boltzmann, la care i-a dat pentru prima dată o soluție completă cu dovadă, și s-a interesat la problemele de calcul variațional. Pentru cercetările sale a primit în 1994 cea mai înaltă distincție în matematică, Medalia Fields. În 2014 a fost distins cu Legiunea de onoare în gradul de comandor.

## Legături externe
- fr  Pagină Web lui Pierre-Louis Lions pe site-ul al Collège de France